# إيغور بيلوف
إيغور بيلوف (بالروسية: Белов, Игорь Павлович)‏ (21 أكتوبر 1954 في روسيا البيضاء - ) هو لاعب كرة قدم روسيا البيضاء وروسي (وحمل سابقاً جنسية الاتحاد السوفيتي) في مركز الدفاع. لعب مع دينامو مينسك ولوخ إينيرجيا فلاديفوستوك ونيمان غرودنو ونافباخور نامانجان وFC Znamya Truda Orekhovo-Zuyevo ‏ وFC Dnepr Mogilev ‏ ونادي سكا خاباروفسك.

## وصلات خارجية
- إيغور بيلوف على موقع قاعدة بيانات كرة القدم.إي يو (الإنجليزية)